# حسین‌آباد (قائنات)
حسین‌آباد روستایی در دهستان مهیار بخش مرکزی شهرستان قائنات استان خراسان جنوبی ایران است.